# Balekok (televíziós sorozat)
A Balekok vagy A kabalák titkos élete (eredeti cím: Suckers) 2009-ben bemutatott spanyol televíziós 3D-s számítógépes animációs sorozat. A sorozat alkótói José Luis Ucha és Juanma Sánchez Cervantes, a cselekmény pedig egy kocsibeli kabala kalandjait mutatja be. A műsor a BRB Internacional, a Genoma Animation, a Screen 21, a katalán TV3 és a Disney Television Animation kooprodukciójában készült.
A sorozatot Spanyolországban a Disney XD 2009 és 2010 között, az Amerikai Egyesült Államokban a Cartoon Network tűzte műsorra 2010. február 27-én. Később Kanadában a CFC Nemzetközi Rövidfilmes Fesztivál keretein belül adták le a sorozat részeit, 2010. június 1-je és 6-a közt.
Magyarországon először a Disney Channel adta le, később pedig az M2 is műsorra tűzte 2013. szeptember 16-án.

## Cselekmény
A sorozat különböző kabalafigurákról szól, akik bizonyos emberek kocsijaiban élnek és akik más-más kinézettel és tulajdonsággal bírnak. Közéjük tartozik Travis, a szürke kis tapadókorongos kabala is. Travis az epizódok során különféle kalandokba keveredik, hol az űrbe kerül, hol tengerre, hol pedig dzsungelbe. De az is előfordul, hogy a saját autójában érik váratlan meglepetések, vagy a többi kocsi kabalájával kerül összetűzésbe.

## Szereplők
- Travis – A rajzfilm főszereplője, egy szürke kabala tapadókorongokkal a kezén. Magabiztos, de kissé ügyetlen, ami sokszor keveri bele különböző kalamajkákba.
- Constantine – Egy plüsskutya, aki Travis kocsijában él. Egy üléstámlán fekszik, általában passzív szemlélője az eseményeknek.
- Kawaii – Egy gót stílusú kabalalány. Travis vonzalmat érez iránta, amit Kawaii néha ki is használ a saját céljai érdekében.
- Panda-8 – Egy szájkosaras kabala, aki egy 8-as biliárdgolyón szokott ülni. Agresszív típus, ha felzaklatják valamivel, akkor igazán ki tud kelni magából.
- MC Speaker – Egy hangszórófejű, rapper kabala.
- The Vandross – Három csíntalan kabalatestvérpár, akik rendszeresen keresik a bajt.

## Epizódok
1. Suckers
2. The Space-Time Gate
3. Noise Pollution
4. Fishing
5. Karate
6. The Jungle
7. The Bag
8. Smell & Stench
9. Baby On Board
10. Holidays
11. Training
12. The Party
13. Gifts
14. The Cricket
15. The Flu
16. Signs
17. Change of Guard
18. Flyers
19. Detective
20. The Piñata
21. Gourmet
22. Dirty Glass
23. Hocus Pocus
24. Rock 'N' Plush
25. Sailing
26. Freezing
27. Darkness
28. Tennis
29. Bubbles
30. Trapped Cat
31. The Portrait
32. Final Match
33. Sporty Travis
34. Tough Love
35. Alien Abduction
36. Treasure Hunter
37. Fleas
38. Heat
39. The Guest
40. For Sale
41. Space Hunger
42. It's Christmas!
43. Drive In
44. Panda Zone
45. Traffic Jam
46. Diet
47. Funfair
48. Eggs
49. The Beach
50. Custom Car
51. UFO
52. Snake Encharter
53. Slot Cars
54. Coconuts
55. Juggling
56. Robot
57. Halloween Pumpkins
58. HairDO
59. Boomerang
60. Smile
61. The Stain
62. Identical
63. Boxes
64. The Dog
65. Pandamania
66. Wipers
67. Missing Dog
68. Super Smash Toys
69. House
70. Spring
71. The Office
72. Blocks
73. Cannonball
74. Candies
75. Knight
76. Mirror
77. Coffee
78. Reading
79. Basket
80. Snow
81. Stunt
82. Log
83. Baywatch
84. Dance
85. Motorbike
86. Assembly Line
87. Fillings
88. Memento
89. Yo-Yo
90. SuperTravis
91. Cake
92. Farmer
93. Time Travel
94. Delivery
95. Clown
96. Traffic Guard
97. Home Improvements
98. Jail
99. Bouncer
100. Artist
101. Aquarium
102. Flying
103. Muscles
104. Retractile